# Niamana (San)
Pour les articles homonymes, voir Niamana.
Niamana est une commune malienne située dans le cercle de San et dans la nouvelle région de San.